# Рижки договор (1921)
Вижте пояснителната страница за други значения на Рижки договор.
Рижкият договор от 18 март 1921 г. слага край на Полско-съветската война от 1919 – 1920 г. Подписан е в Рига от представители на Съветска Русия и Съветска Украйна, от една страна, и Полша, от друга страна.
Макар да налага на болшевиките значителни териториални и материални отстъпки, договорът им позволява да утвърдят победата си в Руската гражданска война. Съгласно граничните клаузи, които остават в сила до началото на Втората световна война, в полската държава са включени т. нар. „източни покрайнини“ (на полски: Kresy Wschodnie) с многобройно украинско, беларуско и еврейско население, (признати след 1945 г. като Западна Беларус и Западна Украйна). В останалите беларуски и украински земи е установено съветско управление.

## Предистория
Първият опит за мирно споразумение след полския поход към Киев и съветското контранастъпление от лятото на 1920 г. се проваля през втората половина на август, когато в бойните действия настъпва нов обрат в полза на поляците. Преговорите са подновени месец по-късно в столицата на Латвия, без участието на украинските и беларуските националисти. На 12 октомври е сключено примирие наред с прелиминарен мирен договор, който отрежда на Полша значителни територии на изток от линията Кързън, предлагана от съветската страна през август. В замяна полското правителство изтегля войските си от някои от завзетите територии (Минск, Слуцк, Каменец-Подолски) и прекратява военната си подкрепа за украинските и беларуските антиболшевишки отряди. Окончателният мирен договор се забавя още пет месеца заради полските претенции за финансови компенсации.

## Клаузи
Териториалният спор е уреден още в началото на октомври 1920 г., когато съветската страна приема полските искания за граница по линията река Збруч – Ровно – Сарни – Лунинец – Вилейка – Дисна. До подписването на договора на Полша са отстъпени още 3000 квадратни километра в Полесието и в поречието на Западна Двина. Така Варшава запазва властта си над завоюваните Източна Галиция (заедно с Лвов), Брест-Литовск и Гродно, а Минск остава под съветска власт. Отделна клауза гарантира културните, езиковите и религиозните права на етническите малцинства – поляци на изток, украинци, руснаци и беларуси на запад от новата граница. С признаването на формалната независимост на Беларуската и Украинската съветски републики Полша се отказва окончателно от проекта за федерация и антируски съюз с Украйна.
Въпреки взаимния отказ от репарации, Съветска Русия се съгласява да плати на Полша 30 милиона златни рубли (десеторно по-малко от първоначалните претенции) като компенсация на полския принос към руската икономика отпреди 1914 г. и още 18 милиона във вид на локомотиви, вагони и други материали.

## Изпълнение
Противно на изричните указания на договора, години след подписването му Полша продължава да поддържа дейността на белогвардейци и украински националисти срещу съветската власт. Аналогично действат съветските тайни служби, подстрекавайки съпротивата на украинското и беларуското население срещу политиката на полонизация, упражнявана от полските власти. Поредица погранични инциденти през 20-те години възпрепятстват сключването на търговско споразумение между Москва и Варшава. Съветска Русия връща само част от промишленото оборудване, изнесено от Полша през Първата световна война, а задълженията в злато не са изплатени.
Рижкият договор е денонсиран от Сталин през септември 1939 г., когато териториите на Полша са поделени между Германия и Съветския съюз.